# スクリップス海洋研究所
座標: 北緯32度51分56秒 西経117度15分13秒 / 北緯32.865437度 西経117.253626度

スクリップス海洋研究所が測定し公表している「キーリング曲線」と呼ばれる地球大気の長期間にわたる二酸化炭素濃度測定グラフ

スクリップス海洋研究所　(英語：Scripps Institution of Oceanography、 略称SIO、Scripps Oceanography)とは、1903年にカリフォルニアのラホヤに設置された世界最大規模にして最古の地球科学と海洋の研究組織であり、学部生や大学院生の指導を行っている研究機関である。
Old Scripps Buildingは、1982年にアメリカ合衆国国定歴史建造物に指定されている。研究所附属のバーチ水族館は、公営の実験場となっている。1912年にカリフォルニア大学サンディエゴ校の一部になったため、地球物理学、化学、地質学、生物学、気候の研究と研究範囲を拡大していった。

## 歴史
スクリップス海洋研究所は、もとはアマチュア軟体生物学者、カリフォルニア大学 William Emerson Ritter教授、篤志家スクリプス姉弟らの援助などによって、1903年に独立した研究機関として創設された。最初は、ホテルのボートハウスで研究生活が始まった。1905年に場所が移り、1907年に現在の位置に落ち着いた。
1912年にカリフォルニア大学の一部となり「Scripps Institution for Biological Research」に改名され、現在の名称「Scripps Institution of Oceanography」になったのは1925年10月である。

## 組織
- 生物学
  - Center for Marine Biotechnology & Biomedicine (CMBB)
  - Integrative Oceanography Division (IOD)
  - Marine Biology Research Division (MBRD)
- 地球科学
  - Cecil H. and Ida M. Green Institute of Geophysics and Planetary Physics (IGPP)
  - Geosciences Research Division (GRD)
- 海洋と大気
  - Climate, Atmospheric Science & Physical Oceanography (CASPO)
  - Marine Physical Laboratory (MPL)

## 調査船
所有している 調査船とプラットフォーム
- RPフリップ（英語版）、R/P FLIP
- RV Roger Revelle（英語版）、R/V Roger Revelle
- RV Robert Gordon Sproul（英語版）、R/V Robert Gordon Sproul
- RV Sally Ride（英語版）、R/V Sally Ride (Operational 2016)

過去も含む50 ft (15 m)以上の調査艇一覧
- 1906–???? - R/V Loma
- 1907–1917 - R/V Alexander Agassiz
- 1918–1918 - R/V Ellen Browning
- 1925–1936 - R/V Scripps
- 1937–1955 - R/V E. W. Scripps
- 1955–1965 - R/V Stranger (元はアメリカ海軍の偵察艦 USS Jasper 1941-1947)
- 1947–1956 - R/V Crest
- 1947–1969 - R/V Horizon
- 1948–1965 - R/V Paolina-T
- 1951–1965 - R/V Spencer F.Baird
- 1955–1969 - T-441
- 1956–1962 - R/V Orca
- 1959–1963 - R/V Hugh M. Smith
- 1959–1970 - R/V Argo (海軍での公式の名称 Snatch)
- 1962–1976 - R/V Alexander Agassiz
- 1962–present - R/P FLIP
- 1962–1974 - R/V Oconostota (変な挙動をする事から"The Rolling O"という別称が有名)
- 1965–1980 - R/V Alpha Helix (1980年にアラスカ州フェアバンクスの大学に送られる）
- 1965–???? - R/V Ellen B. Scripps
- 1966–1992 - R/V Thomas Washington (1992年にVidal Gormazに改名し、チリに送られる）
- 1969–2014  - R/V Melville (AGOR-14)
- 1973–???? - R/V Gianna
- 1978–2015 - R/V New Horizon
- 1984–present - R/V Robert Gordon Sproul
- 1995–present - R/V Roger Revelle